# Piłka siatkowa na Letnich Igrzyskach Olimpijskich 1968 – turniej halowy kobiet
Turniej olimpijski w piłce siatkowej kobiet podczas XIX Letnich Igrzysk Olimpijskich w Meksyku był drugą edycją w historii i odbył się wyłącznie w halowej odmianie tej dyscypliny sportu. Do rywalizacji przystąpiło 8 drużyn, a przeprowadzono ją w dniach od 11 do 26 października 1968 roku. Turniej rozegrano systemem kołowym (tj. każdy z każdym, po jednym meczu), bez systemu pucharowego.
W tej konkurencji wystąpiły reprezentantki Polski, które zajmując ostatecznie 3. miejsce, ponownie wywalczyły brązowy medal.

## Drużyny uczestniczące
- Meksyk (jako gospodynie)
- Japonia (jako złote medalistki Igrzysk Olimpijskich 1964)
- ZSRR (jako srebrne medalistki Igrzysk Olimpijskich 1964)
- USA (jako wicemistrzynie świata 1967)
- Korea Południowa (jako zdobywczynie 3. miejsca w mistrzostwach świata 1967)
- Peru (jako zdobywczynie 4. miejsca w mistrzostwach świata 1967)
- Czechosłowacja (jako zwyciężczynie kwalifikacji olimpijskich 1967)
- Polska (jako zdobywczynie 2. miejsca w kwalifikacjach olimpijskich 1967)

## Wyniki spotkań
| 13.10.1968 | Polska | 3:2 (10:15, 12:15, 15:10, 15:12, 17:15) | Korea Południowa |

| 13.10.1968 | Japonia | 3:0 (15:6, 15:2, 15:2) | Stany Zjednoczone |

| 13.10.1968 | ZSRR | 3:1 (8:15, 15:7, 15:13, 15:7) | Czechosłowacja |

| 13.10.1968 | Peru | 3:2 (15:17, 15:5, 10:15, 15:2, 15:7) | Meksyk |

| 14.10.1968 | Peru | 3:0 (15:13, 15:6, 15:9) | Korea Południowa |

| 14.10.1968 | Czechosłowacja | 3:1 (15:8, 11:15, 15:9, 15:11) | Stany Zjednoczone |

| 14.10.1968 | Japonia | 3:0 (15:7, 15:3, 15:2) | Meksyk |

| 14.10.1968 | ZSRR | 3:0 (15:5, 15:11, 15:4) | Polska |

| 15.10.1968 | Czechosłowacja | 3:0 (15:8, 15:2, 16:14) | Meksyk |

| 15.10.1968 | Japonia | 3:0 (15:3, 15:11, 15:9) | Peru |

| 16.10.1968 | Polska | 3:0 (15:3, 15:1, 16:14) | Stany Zjednoczone |

| 16.10.1968 | ZSRR | 3:0 (15:9, 15:6, 15:2) | Korea Południowa |

| 17.10.1968 | ZSRR | 3:0 (15:4, 15:9, 15:9) | Peru |

| 17.10.1968 | Korea Południowa | 3:1 (15:9, 15:13, 6:15, 15:2) | Stany Zjednoczone |

| 19.10.1968 | Polska | 3:2 (15:9, 12:15, 15:11, 11:15, 15:4) | Meksyk |

| 19.10.1968 | Japonia | 3:0 (15:7, 15:8, 15:7) | Czechosłowacja |

| 20.10.1968 | Japonia | 3:0 (15:5, 15:6, 15:6) | Polska |

| 20.10.1968 | Czechosłowacja | 3:2 (7:15, 13:15, 15:9, 15:2, 15:3) | Peru |

| 21.10.1968 | ZSRR | 3:1 (15:1, 6:15, 15:4, 15:6) | Stany Zjednoczone |

| 21.10.1968 | Korea Południowa | 3:0 (15:5, 15:4, 15:6) | Meksyk |

| 23.10.1968 | ZSRR | 3:0 (15:6, 15:10, 15:3) | Meksyk |

| 23.10.1968 | Peru | 3:1 (15:11, 15:0, 14:16, 15:12) | Stany Zjednoczone |

| 24.10.1968 | Japonia | 3:0 (15:5, 15:5, 15:4) | Korea Południowa |

| 24.10.1968 | Polska | 3:0 (15:13, 15:7, 15:12) | Czechosłowacja |

| 25.10.1968 | Polska | 3:1 (15:10, 14:16, 15:9, 15:8) | Peru |

| 25.10.1968 | Korea Południowa | 3:1 (15:9, 15:9, 9:15, 15:11) | Czechosłowacja |

| 26.10.1968 | Meksyk | 3:0 (15:8, 15:7, 15:4) | Stany Zjednoczone |

| 26.10.1968 | ZSRR | 3:1 (15:10, 16:14, 3:15, 15:9) | Japonia |

| MISTRZ OLIMPIJSKI 1964                    |
| ----------------------------------------- |
| ZSRR PIERWSZY TYTUŁ MISTRZA OLIMPIJSKIEGO |

## Tabela
| Lp. | Drużyna          | Mecze | Mecze wygrane | Mecze przegrane | Sety zdobyte | Sety stracone | Małe punkty | Punkty |
| --- | ---------------- | ----- | ------------- | --------------- | ------------ | ------------- | ----------- | ------ |
|     | ZSRR             | 7     | 7             | 0               | 21           | 3             | 333-194     | 14     |
|     | Japonia          | 7     | 6             | 1               | 19           | 4             | 318-147     | 13     |
|     | Polska           | 7     | 5             | 2               | 15           | 12            | 324-304     | 12     |
| 4.  | Peru             | 7     | 3             | 4               | 12           | 15            | 306-327     | 10     |
| 5.  | Korea Południowa | 7     | 3             | 4               | 12           | 14            | 276-257     | 10     |
| 6.  | Czechosłowacja   | 7     | 3             | 4               | 12           | 15            | 339-353     | 10     |
| 7.  | Meksyk           | 7     | 1             | 6               | 7            | 18            | 215-338     | 8      |
| 8.  | USA              | 7     | 0             | 7               | 4            | 21            | 194-353     | 7      |